# Nangara
Nangara è una circoscrizione mista (mixed ward) della Tanzania situata nel distretto urbano di Babati, regione del Manyara. Conta una popolazione di 7 468 abitanti (censimento 2012).